# Prašivé
Prašivé (1220 m n. m.) je sedlo v Malé Fatře na Slovensku. Nachází se v hlavním hřebeni lúčanské části pohoří mezi vrcholy Minčol (1364 m) na severu a Dlhá lúka (1305 m) na jihu. Na západě klesají svahy od sedla do horní části Turské doliny, na východě do horní části Javorné doliny. Sedlo je pokryto vzrostlým lesem a neposkytuje žádné výhledy. Nachází se zde křižovatka značených turistických tras - červené a žluté.

## Přístup
- po červené  značce od vrcholu Minčol
- po červené  značce od rozcestí Pod Krížavou
- po žluté  značce z obce Turie
- po žluté  značce ze Sedla za Hradišťom